# 洗手侍从
“洗手侍从”（希臘語：νιψιστιάριος）是拜占庭帝国的一个宦官头衔。 
这一头衔最早出现在7世纪的官印上，并在14世纪之前消失，14世纪中期的伪科迪诺斯《职官录》中已没有这一职务。其官名源自希腊语“洗手（νίπτειν）”，职责是在拜占庭皇帝参加典礼前或出行前手持镶宝石的金水盆，供皇帝净手；根据899年的《宫宴序次》的记载，其官职象征物（官服）为紫色的丘尼卡，上有水盆图案。
《宫宴序次》的记载表明，它是拜占庭宫廷等级体系中宦官的散官衔（διὰ βραβείων ἀξίαι，意为“授予象征物的头衔”，其拥有者没有实际职务，仅标志其地位）的第八级，也是最低一级，但在圣徒传中有记载称10世纪的宦官萨摩纳斯由寝室侍从（κουβικουλάριος）升任洗手侍从，与《宫宴序次》的说法不一致。

## 引用
1. 1 2 3  Kazhdan 1991，第1488頁.
2. ↑  Bury 1911，第121–122頁.